# Хардинг, Генри, 1-й виконт Хардинг
Сэр Генри Хардинг (англ. Sir Henry Hardinge; 30 марта 1785 — 24 сентября 1856) — британский государственный деятель, 1-й виконт Хардинг Лахорский и Кингс Ньютон в Дербишире с 7 апреля 1846 года, главнокомандующий британской армией с 28 сентября 1852 года по 5 июля 1856 года, фельдмаршал с 2 октября 1855 года.

## Служба в армии
Хардинг родился в графстве Кент на юге Англии и был третьим сыном достопочтенного Генри Хардинга (2 сентября 1754 — 7 сентября 1820), приходского священника в городке Стэноп (графство Дарем), и Фрэнсис Бест (умерла 27 октября 1837), дочери Джеймса Беста (умер 29 января 1782), шерифа графства Кент.
Генри Хардинг посещал даремскую школу и в 1799 году поступил в чине энсина в полк Queen’s Rangers, который квартировал в Канаде.
Впервые принял участие в боевых действиях во время сражений при Вимейро (21 августа 1808 года) во время Война на Пиренейском полуострове, где был ранен, и при Ла-Корунье (16 января 1809 года), где сражался под началом генерала сэра Джона Мура (в сражении при Ла-Корунье генерал Мур был убит).
В это же время Хардинг был назначен заместителем Генерал-квартирмейстера (Deputy-quartermaster-general) в Португальской армии. Отличился в сражении при Ла-Альбуэре в 1811 году, в критический момент взяв на себя ответственность за действия дивизии генерала Лоури Коула и приказал ей атаковать, чем спас британцев от поражения. В 1813 году в сражении при Витории (21 июня 1813) был вторично ранен.
В 1815 году после возобновления военных действий, Хардинг вернулся на военную службу. 16 июня 1815 года участвовал в битве при Линьи, где был тяжело ранен в левую руку (которую позже пришлось ампутировать), из-за ранения не принимал участия в битве при Ватерлоо 18 июня. Веллингтон наградил его саблей, принадлежавшей Наполеону Бонапарту.

## Государственная и политическая деятельность
В 1820 и 1826 годах Хардинг был депутатом Палаты общин Британского парламента от Дарема, в 1828 году в кабинете Веллингтона занял пост министра по военным делам; этот же пост он вторично занимал в 1841—1844 годах в кабинете сэра Роберта Пиля.
В 1830 и 1834—1835 годах занимал должность Главного секретаря по делам Ирландии. В 1831 году стал одним из инициаторов создания будущего Королевского объединённого института оборонных исследований. В 1844 году сменил лорда Эдварда Лоу, 1-го графа Элленборо на посту Генерал-губернатора Индии. Во время его генерал-губернаторства произошла 1-я англо-сикхская война; сам Хардинг однако занял пост заместителя Главнокомандующего (при Главнокомандующем генерале Хью Гофе). После успешного завершения кампании Хардинг получил титул виконта Хардинга Лахорского и Кингс Ньютон в Дербишире.

## Главнокомандующий войсками Британской армии
Хардинг возвратился в Англию в 1848 году, а в 1852 году сменил герцога Веллингтона на посту Главнокомандующего войсками Британской армии. Пребывая на должности Главнокомандующего, вел подготовку британской армии к Восточной войне 1853—1856 годов, руководствуясь так называемыми «веллингтоновскими» принципами — принципами, которые не совсем соответствовали изменившимся способам военных действий.

## Семья
10 декабря 1821 года Хардинг женился на леди Эмили Джейн Стюарт, седьмой дочери Роберта Стюарта, 1-го маркиза Лондондерри. Имел дочь и двух сыновей. Старший сын фельдмаршала — Чарлз Стюарт (2 сентября 1822 — 28 июля 1894), был его личным секретарем в Индии и унаследовал титул виконта. О его сыне — см. Хардинг, Чарльз.

## Воинские звания
- энсин (8 октября 1798)
- лейтенант (чин куплен 25 марта 1802; половинное жалование)
- капитан (чин куплен 7 апреля 1804)
- майор (13 апреля 1809)
- подполковник (30 мая 1811)
- полковник (19 июля 1821; временное повышение — brevet)
- генерал-майор (22 июля 1830)
- генерал-лейтенант (23 ноября 1841)
- генерал (20 июня 1854)
- фельдмаршал (2 октября 1855)